# Aphaenandra uniflora
Aphaenandra es un género monotípico de plantas con flores perteneciente a la familia Rubiaceae. Su única especie: Aphaenandra uniflora (Wall. ex G.Don) Bremek., Blumea, Suppl. 1: 121 (1937), es originaria de Indochina en Laos, Malasia, Tailandia, Vietnam y en Sumatra y Java.

## Taxonomía
Aphaenandra uniflora fue descrita por (Wall. ex G.Don) Bremek. y publicado en Blumea Supplement 1: 121 1937.
Sinonimia
- Mussaenda uniflora Wall. ex G.Don, Gen. Hist. 3: 491 (1834).
- Acranthera uniflora (Wall. ex G.Don) Kurz, J. Asiat. Soc. Bengal, Pt. 2, Nat. Hist. 41(2): 312 (1872).
- Mussaenda angustifolia Wall. ex G.Don, Gen. Hist. 3: 491 (1834).
- Mussaenda parva Wall. ex G.Don, Gen. Hist. 3: 491 (1834).
- Aphaenandra sumatrana Miq., Fl. Ned. Ind. 2: 341 (1857).
- Mussaenda sootepensis Craib, Bull. Misc. Inform. Kew 1911: 389 (1911).
- Mussaenda neosootepensis Craib, Aberdeen Univ. Stud. 57: 103 (1912).
- Mussaenda theifera Pierre ex Pit. in H.Lecomte, Fl. Indo-Chine 3: 184 (1923), nom. illeg.
- Mussaenda theifera var. laotica Pit. in H.Lecomte, Fl. Indo-Chine 3: 185 (1923).
- Mussaenda theifera var. suffruticosa Pit. in H.Lecomte, Fl. Indo-Chine 3: 185 (1923).
- Aphaenandra parva (Wall. ex G.Don) Bremek., Blumea, Suppl. 1: 122 (1937).[3]